# Hal Stone
Harold Stone,  kurz Hal Stone (* 14. Dezember 1927 in Detroit; † 23. Mai 2020) war ein US-amerikanischer Psychotherapeut und Autor. Zusammen mit seiner Frau Sidra Stone, geborene Winkelman (* 1937), hat er die Methode des Stimmendialogs entwickelt.

## Leben
Hal Stone promovierte in Psychologie an der UCLA 1953. Er diente als Psychologe in der U.S. Navy von 1953 bis 1957. 1961 kam er an das C. G. Jung Institute in Los Angeles. Dort fand er in Bruno  Klopfer nicht nur einen Förderer, sondern auch einen Doktorvater. Er praktizierte als Analytiker, bis er 1970 das Institut verließ und formal 1974 in den Ruhestand ging. 1973 gründete Stone das Center for the Healing Arts, eine der ersten Schulen für ganzheitliche Gesundheit in den Vereinigten Staaten.

## Privates
Stone war 43 Jahre mit seiner zweiten Frau Sidra (geborene Winkelman) verheiratet, die ihn ebenso überlebte wie seine gemeinsame Tochter J. Tamar Stone, seine  Stieftöchter, Elizabeth Winkelman, Claudia Sadoff und Recha Bergstrom, seiner ersten Frau, Audrey (Thea Soroyan). Sein mit Sidra gemeinsamer Sohn, Joshua David Stone starb im Jahr 2005.
Hal Stone starb am 23. Mai 2020 im Alter von 92 Jahren.

## Stimmendialog
Die Identitätspsychologie (Psychology of Selves) war Hal und Sidra Stones theoretischer Ansatz in der Stimmendialog-Methode (Voice Dialogue method). Bei der Methode wird simuliert, wie die eigene Persönlichkeit (das eigene „Ich“) sich im Verhältnis zu anderen entwickelt und interagiert. Die Persönlichkeit bezieht ihre Definition von Bewusstsein. Nach der Identitätspsychologie besteht das menschliche Bewusstsein aus drei Teilen:
- Bewusstheit (englisch awareness)
- die Erfahrung der eigenen Persönlichkeit (englisch the experience of the selves)
- ein bewusstes Ego (englisch aware ego).

## Veröffentlichungen (Auswahl)
Deutsch:
- Du bist viele. Heyne, 1994, ISBN 3-453-17633-2.
- Die grundlegenden Elemente von Voice Dialogue, Beziehung und der Psychologie der Selbste.

Englisch:
- Embracing Heaven and Earth. Devorss & Co, 1985, ISBN 0-87516-547-8.
- zusammen mit Sidra Stone: Embracing Each Other: How to Make All Your Relationships Work for You. Delos Publications, 1989, ISBN 1-56557-062-6.
- zusammen mit S. Winkelman: Embracing Our Selves: The Voice Dialogue Manual. Nataraj Publishing, 1993, ISBN 1-882591-06-2.
- zusammen mit S. Stone: Embracing Your Inner Critic: Turning Self-Criticism into a Creative Asset. Harper San Francisco, San Francisco 1993, ISBN 0-06-250757-5.
- zusammen mit H. Stone: You Don't Have to Write a Book! Delos Publications, 1998, ISBN 1-56557-060-X.
- zusammen mit S. Stone: Partnering: A New Kind of Relationship. New World Library, 2000, ISBN 1-57731-107-8.

- S. Stone: The Shadow King: The Invisible Force That Holds Women Back. Backinprint, 1998, ISBN 0-595-13755-5.